# The Mermaid
The Mermaid (en chino tradicional, 美人鱼/美人魚) es una película de China y Hong Kong de ciencia ficción fantástica y comedia romántica, dirigida, coescrita y coproducida por Stephen Chow.
La película cuenta la historia de un hombre de negocios (Deng Chao) que se enamora de una sirena (Lin Yun), que fue enviada para asesinarlo.
Fue estrenada en China el 8 de febrero de 2016. Al momento de su estreno rompió numerosos records de taquilla en China y el 19 de febrero se convirtió en la película china más taquillera de todos los tiempos.

## Reparto
- Deng Chao como Liu Xuan (刘轩).
- Lin Yun como Shan (珊), «la Sirena».
- Show Luo como Octopus (八哥).
- Zhang Yuqi como Ruolan (若兰).
- Kris Wu como Long Jianfei (cameo).
- Lu Zhengyu
- Fan Shuzhen
- Li Shangzheng
- Bo Xiaolong
- Pierre Bourdaud
- Ivan Kotik
- Kong Lianshun  (cameo)
- Bai Ke (cameo)
- Chiu Chi Ling (cameo)
- Tin Kai-man (cameo)
- Tsui Hark (cameo)
- Wen Zhang (cameo)
- Lam Chi-chung (cameo)
- Yang Neng
- Zhang Mei'e

## Producción

### Rodaje
La filmación y producción de The Mermaid fue un secreto bien guardado. Un conjunto importante de personas construyó en una fábrica vacía, que una vez fue utilizada para la producción de vidrios, ubicado en Shenzhen el refugio de sirenas para la película. Los informes dicen que la mayoría de las escenas de su última película se han filmado más de 50 veces para cumplir con sus estándares exigentes. Chow ha entrenado incluso personalmente a la mayoría de los miembros de reparto: Deng, Zhang Yuqi y Lin Yun como Show Luo, así como también a otros miembros del reparto. Para obtener el mejor resultado, Chow dejó que Deng Chao y Lin Yun coman 150 pollos asados para el rodaje de una escena. Lin Yun, dijo que Chow nunca le había gritado. Interpretando el papel de una sirena, Lin a menudo tuvo que ponerse el arnés de seguridad durante el rodaje de sus escenas bajo el agua. Como ella no estaba acostumbrado a ello, a menudo se le producían lesiones por todo el cuerpo, y en una ocasión, Yun casi se queda desfigurada.